# Manzanal de los Infantes
Manzanal de los Infantes è un comune spagnolo di 188 abitanti situato nella comunità autonoma di Castiglia e León.